# カウテール・ベン・ハニア
カウテール・ベン・ハニア（كوثر بن هنية, Kaouther Ben Hania, 1977年8月27日 - ）はチュニジアの映画監督、脚本家である。

## 経歴
1977年、チュニジアのシディブジッドに生まれる。チュニジアの映画学校に通ったあと、フランス・パリのLa Fémisとソルボンヌ大学で映画製作を学んだ。
2014年の長編デビュー作のドキュメンタリー映画『The Challat of Tunis』は、第67回カンヌ国際映画祭のACID部門に選出された。さらに2017年には、『Beauty and the Dogs』が第70回カンヌ国際映画祭「ある視点」部門で上映されている。
2020年、第77回ヴェネツィア国際映画祭のオリゾンティ部門において、『皮膚を売った男』がプレミア上映された。本作は第93回アカデミー賞国際長編映画賞のチュニジア代表に選出され、ノミネートを果たした。
2023年、第76回カンヌ国際映画祭コンペティション部門で『Four Daughters フォー・ドーターズ』が上映される。本作は高く評価され、同映画祭ではドキュメンタリー映画賞であるルイユ・ドールを受賞した。また、同年度のセザール賞においても、ドキュメンタリー映画賞を受賞している。さらに、第96回アカデミー賞では長編ドキュメンタリー映画賞にノミネートされ、自身2度目となるオスカーノミネートを達成した。

## フィルモグラフィー
| 年   | 作品名                                     | 備考                                                                        |
| ---- | ------------------------------------------ | --------------------------------------------------------------------------- |
| 2010 | Les imams vont à l'école                   | ドキュメンタリー映画                                                        |
| 2013 | Le Challat de Tunis                        | ドキュメンタリー映画                                                        |
| 2016 | Zaineb Takrahou Ethelj                     |                                                                             |
| 2017 | Beauty and the Dogs على كف عفريت           |                                                                             |
| 2020 | 皮膚を売った男 الرجل الذي باع ظهره         | 第93回アカデミー賞国際長編映画賞ノミネート                                  |
| 2023 | Four Daughters フォー・ドーターズبنات ألفة | ドキュメンタリー映画 第96回アカデミー賞長編ドキュメンタリー映画賞ノミネート |
| 2025 | The Voice of Hind Rajab                    |                                                                             |